# A Cañiza

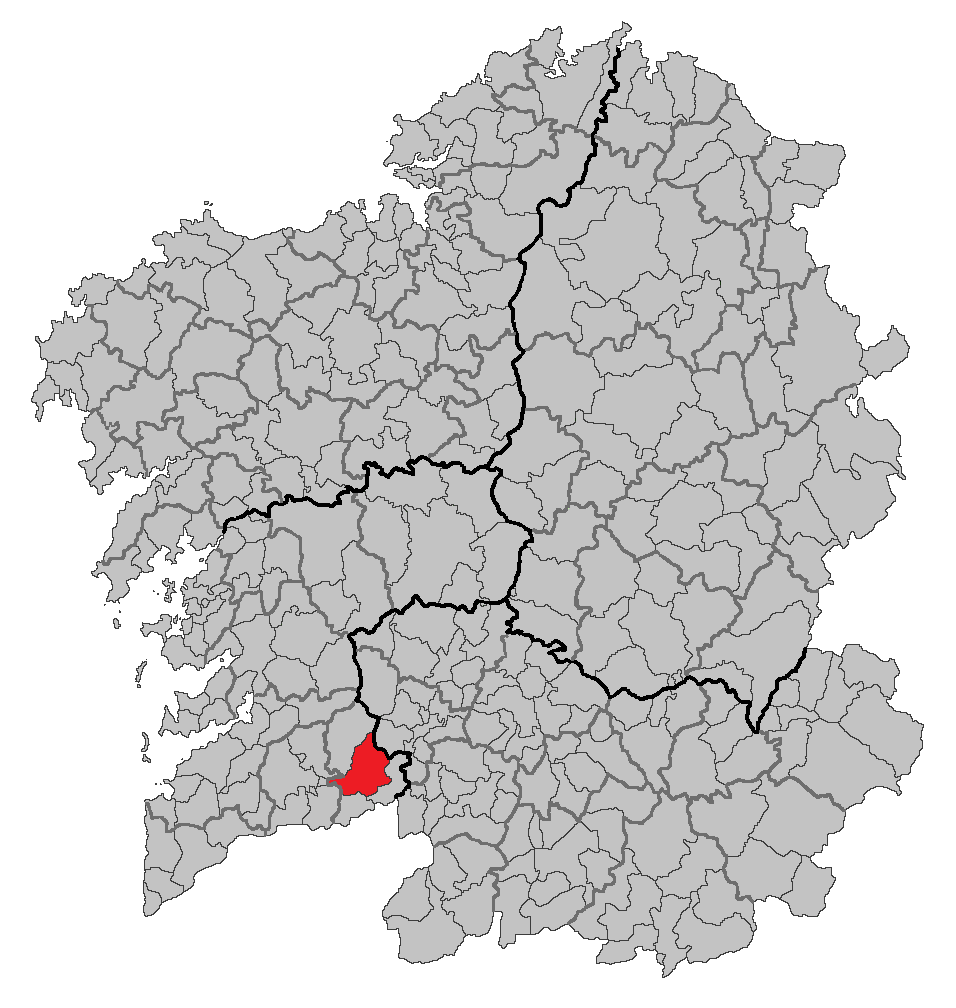
A Cañiza, Pontevedra, Galizia

A Cañiza è un comune spagnolo di 7 194 abitanti situato nella comunità autonoma della Galizia.